# Dodecahema leptoceras
Dodecahema leptoceras (A.Gray) Reveal & C.B.Hardham – gatunek rośliny z monotypowego rodzaju Dodecahema w obrębie rodziny rdestowatych (Polygonaceae Juss.). Występuje naturalnie w południowo-zachodnich Stanach Zjednoczonych – w Kalifornii. 

## Morfologia

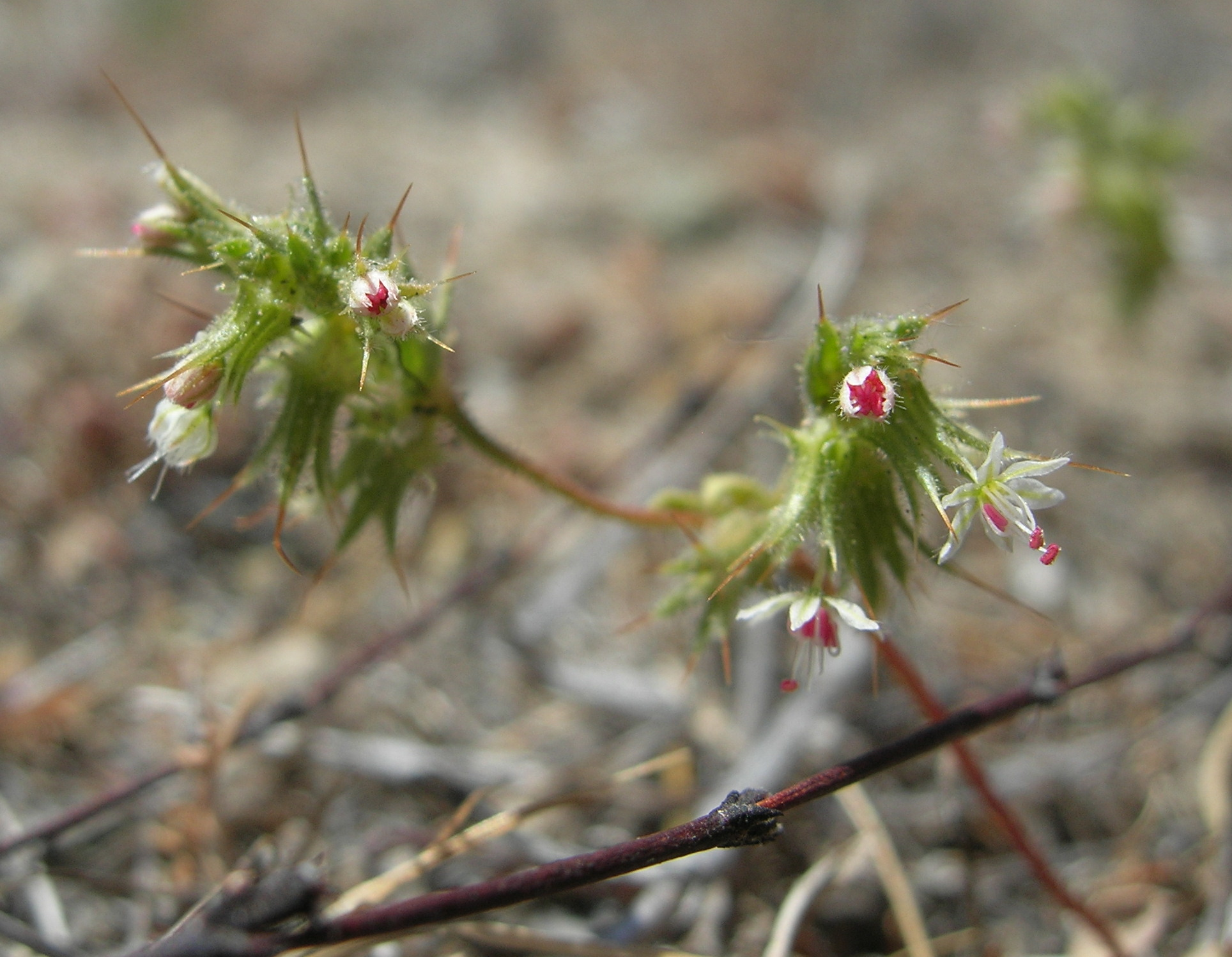
Kwiaty mają barwę od białej do różowej

PokrójRoślina jednoroczna dorastająca do 3–10 cm wysokości. Pędy są kolczaste i rozwidlone.
LiścieLiście odziomkowe są zebrane w rozetę. Ich blaszka liściowa ma lancetowaty kształt. Mierzy 15–40 mm długości oraz 2–4 mm szerokości, jest całobrzega. Ogonek liściowy jest nagi.
KwiatyPromieniste, obupłciowe, zebrane w wierzchotki jednoramienne, rozwijają się na szczytach pędów. Mają 6 listków okwiatu zrośniętych u podstawy, mają barwę od białej do różowej i mierzą 1–2 mm długości, tworzą okwiat o kształcie od dzwonkowatego do dzbankowatego. Pręcików jest 9, są wolne.
OwoceTrójboczne niełupki osiągające 2 mm długości.

## Biologia i ekologia
Rośnie w lasach sosnowych, zaroślach oraz na terenach skalistych i piaszczystych. Występuje na wysokości do 700 m n.p.m. Kwitnie od maja do czerwca. 

## Ochrona
Dodecahema leptoceras posiada status gatunku krytycznie zagrożonego.